# إدوارد د. روبرتس
إدوارد د. روبرتس (بالإنجليزية: Edward D. Roberts)‏ هو سياسي أمريكي، ولد في 18 يوليو 1864 في كامبريا في الولايات المتحدة، وتوفي في 4 أغسطس 1920. حزبياً، نشط في الحزب الجمهوري.